# ایستگاه متروی سلمان فارسی
ایستگاه مترو سلمان فارسی یکی از ایستگاه‌های در دست ساخت خط ۳ متروی تهران است که در شهر اسلامشهر قرار دارد. متروی اسلامشهر به طول ۱۵٫۵ کیلومتر در امتداد خط سه متروی تهران به صورت یکپارچه در حال اجرا است که در حال حاضر حفاری تونل بیش از ۸۰ درصد پیشرفت داشته‌است. به گفته شهردار اسلامشهر، مترو این شهر در امتداد خط ۳ متروی تهران کشیده شده‌است و به صورت یکپارچه بعد از بهره‌برداری به مردم اسلامشهر و جنوب غرب تهران خدمت‌رسانی خواهد کرد.